# Avi Buffalo
Avi Buffalo is een Amerikaanse rockband, onder leiding van zanger en gitarist Avigdor (Avi) Zahner-Isenberg.

## Biografie
De band Avi Buffalo werd in 2009 door Zahner-Isenberg opgericht in Long Beach in de Amerikaanse staat Californië, nadat hij de naam eerst had gebruikt als pseudoniem voor zijn muzikale activiteiten. In 2010 bracht hij zijn eerste album Avi Buffalo uit op Sub Pop. Op het album liet hij zich begeleiden door diverse vrienden en studiomuzikanten. Hierna stelde hij een band samen, die naast zichzelf bestond uit drummer, en jeugdvriend, Sheridan Riley, bassist Anthony Vezirian en toetseniste Rebecca Coleman, die hem allen al bijstonden op het album. De band trad dat jaar op op het SXSW-festival en speelde als voorprogramma bij Modest Mouse. In de zomer van 2011 toerde de band door Europa. In 2013 maakte Zahner-Isenberg bekend dat hij bezig was met een tweede album. Op 27 februari 2014 maakte hij op de Facebookpagina van de band, dat de opnames waren afgerond.

## Discografie

### Albums
- Avi Buffalo (2010; Sub Pop)
- At Best Cuckold (2014; Sub Pop)

### Singles
- What's in it for en Jessica (2010; Sub Pop, 7" single)
- How come? en Good I'm wishing (2011; Sub Pop, 7" single)